# مطارات لندن

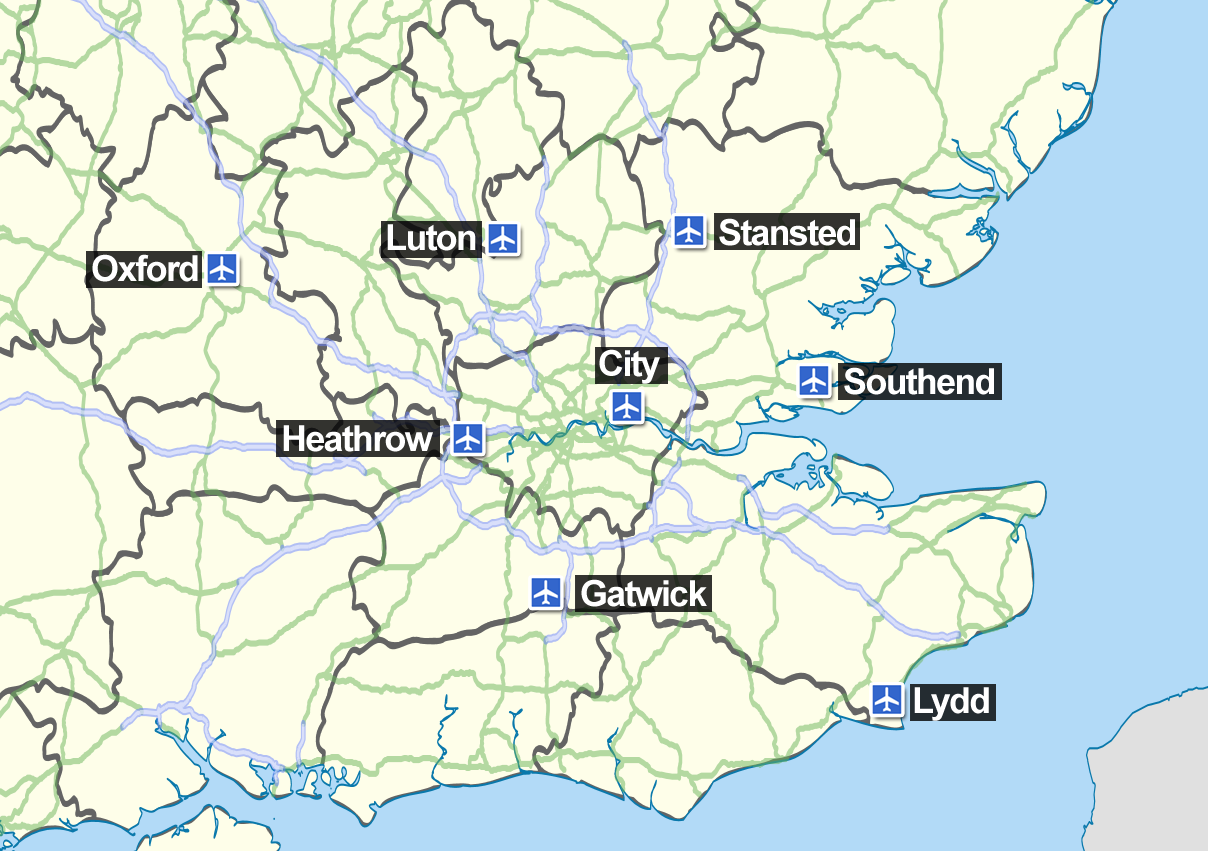
المطارات التي توجد في لندن.

يخدم منطقة العاصمة لندن، إنكلترا، المملكة المتحدة 6 مطارات دولية، إضافةً إلى عدد من المطارات الصغيرة. تشكل هذه المطارات معًا نظامًا يُعد الأكثر ازدحامًا في العالم فيما يتعلق بعدد الركاب، وفي المرتبة الثانية فيما يخص حركة الطائرات. سنة 2018 تعاملت المطارات الستة مع مسافرين بلغ عددهم 177,054,819 مسافر. تتعامل مطارات لندن مع 60% من إجمالي الحركة الجوية في المملكة المتحدة، وتخدم المطارات 14 وجهة محلية و396 وجهة دولية.

## المطارات الدولية الستة في العاصمة البريطانية لندن

### مطار لندن سيتي
يقع في منطقة نيوهام، في دوكلاندز لندن. وهو الأقرب إلى وسط لندن، ما يحد من حجمه. يوجد في المطار مدرج طيران واحد وهو قصير جدًا، لذلك لا يُسمح لأي طائرة كبيرة باستخدام المطار، ما أدى في البداية إلى منع جميع الرحلات الطويلة. ومع ذلك منذ عام 2009 أقدمت الخطوط الجوية البريطانية على تشغيل رحلة إلى مطار جي. إف. كي في نيويورك، باستخدام طائرة إيرباص إيه 318. أكبر طائرة مستخدمة حاليًا في المطار هي إيرباص 220-100 وهي أكبر بقليل من طائرة إيرباص 318. لكن بمدى أوسع وقدرة أكبر على الإقلاع محملةً بالكامل، وقد أتمت أول رحلة تجارية لها في أغسطس 2017 من زيورخ.
يقع مطار لندن سيتي على بعد 4 أميال فقط من كناري وارف، وغالبًا ما يستخدم هذا المطار رجال الأعمال، إذ تخدم رحلاته العديد من الجهات في أنحاء المملكة المتحدة وشمال أوروبا. لا يمكن توسعة المطار بسبب الأرصفة على جانبيه، وهو المطار الوحيد في لندن الذي لا يعمل ليلًا. ترتبط خدمة السكك الحديدية الخفيفة من محطة دي. إل. آر. بالمطار، وتقع بالقرب من مبنى الركاب. إذ ترتبط هذه الخدمة بالحي المالي لمدينة لندن من طريق محطة بانك ومونيومنت، التي تتقاطع مع مترو أنفاق لندن.

### مطار هيثرو
يقع مطار هيثرو في حي هيلينغدون في مدينة لندن، وهو أكبر مطارات لندن ويُعد البوابة الرئيسية إلى المملكة المتحدة للزوار غير الأوروبيين. يوجد في مطار هيثرو 4 محطات ومدرجا إقلاع متوازيان. وبسبب موقعه في الضواحي الغربية لمدينة لندن، واجه مطار هيثرو صعوبات في محاولة توسعته. غالبًا ما يُدرج المطار ضمن قائمة أسوأ المطارات تصنيفًا في العالم، نتيجة عمله المستمر بأكثر من 99% من طاقته الاستيعابية. ومع ذلك اقتُرحت خطة توسعة المطار في يوليو 2015 بوصفها الخيار الأمثل، وفي أكتوبر 2016 وافقت الحكومة على إضافة مدرج ومحطة جديدين في الشمال الغربي.
يتصل المطار بشبكة الخطوط السريعة في بريطانيا العظمى عبر الطريقين السريعين إم4 وإم5، وبمحطة لندن بادينغتون بواسطة القطارين هيثرو إكسبرس ونيل رايل، وإلى الجهات الأخرى في وسط المدينة من طريق قطار أنفاق لندن، خط بيكاديلي.
في أبريل 2012 أعلن مطار هيثرو أنه لأول مرة في تاريخه قد تعامل مع 70 مليون مسافر خلال السنة التقويمية، ما جعله ثالث أكثر مطارات العالم ازدحامًا بالمسافرين بعد أتلانتا وبكين. ويأتي بالمرتبة الثانية بعد مطار دبي الدولي ضمن قائمة أكثر مطارات العالم ازدحامًا في عدد الركاب الدوليين، إضافةً إلى كونه أكثر مطار أوروبي ازدحامًا بإجمالي عدد المسافرين.
يخدم مطار هيثرو 6 قارات حول العالم، وهو قاعدة شركة خطوط الجو البريطانية في المحطة 5. ومع أنه يخدم الرحلات قصيرة المدى أيضًا، يُعَد مطار هيثرو مركز لندن للرحلات الطويلة، وهو نقطة الوصول لأكثر الرحلات القادمة من الولايات المتحدة، بعدد مسافرين بلغ 13 مليون. وبسبب عمل مطار هيثرو بكامل طاقته الاستيعابية فقد فشل في زيادة خدمته للمدن الحديثة في الدول الصناعية كالصين، متخلفًا عن مطارات فرانكفورت وأمستردام وباريس.

### مطار غاتويك
يقع المطار غرب ساسكس، ويُعد ثاني أكثر مطار مزدحم في المملكة المتحدة، وثامن أكثر مطار مزدحم في أوروبا، وثاني أكثر مطارات العالم ازدحامًا من بين المطارات التي تحتوي على مدرج واحد. يتعامل المطار مع رحلات جوية مختلفة أكثر من أي مطار آخر في المملكة المتحدة، وهو المقر الرئيسي لشركة إيزي جيت، أكبر شركة طيران في المملكة المتحدة في عدد المسافرين. ويُستخدم قاعدةً للخطوط الجوية البريطانية والخطوط الجوية النرويجية وخطوط تي. يو. آي. الجوية.
يتكون المطار من محطتين، المحطة الشمالية والجنوبية، وهما متصلتان بشبكة الطرق السريعة إم23، وله محطة سكك حديدية خاصة به مع قطارات ساوثرن وثيمسلينك ويخدم محطتي لندن فكتوريا وجسر لندن، إضافةً إلى وجود حافلات مخصصة لغاتويك إكسبريس من وإلى لندن فكتوريا.

### مطار لوتن
يقع مطار لوتن على حدود بيدفوردشاير/هيرتفوردشاير، وهو رابع أكبر مطار في لندن، والخامس في ترتيب أكثر المطارات المزدحمة في المملكة المتحدة، وثالث أقرب مطار للعاصمة بعد مطاري هيثرو وسيتي. يزود المطار بأغلب مسافريه شركتا إيزي جيت وويز إير منخفضة التكلفة.
يمكن الوصول إلى محطة قطار مطار لوتون باركواي للسكك الحديدية من محطة قطار سانت بانكراس في 22 دقيقة عبر سكة ميدلاند الشرقية، في حين إن ثيمسلينك هي المشغل الرئيسي، مع خدمة أبطأ لكن بوتيرة عمل أكثر انتظامًا. ترتبط خدمة الحافلات بالمطار بمحطة لوتون إيربورت باركواي عبر مسافة أكبر قليلًا من ميل واحد.

### مطار ستانستد
يقع مطار ستانستد في إسكس، وهو ثالث أكثر المطارات ازدحامًا في المملكة المتحدة، ويأتي في المركز 22 ضمن قائمة أكثر مطارات أوروبا ازدحامًا. وأكبر قاعدة تشغيلية لشركة الطيران رايان إير التي تُعَد أكبر شركة للطيران الاقتصادي في أوروبا، وأكبر شركة طيران دولية في العالم في عدد المسافرين الدوليين. يخدم مطار ستانستد الجهات الأوروبية أكثر من أي مطار آخر في المملكة المتحدة. إضافةً إلى بعض الجهات البعيدة. وهو مقر شركة هارودز للطيران، ما يسمح لطائرات كبار الشخصيات بالهبوط في المطار، مثل طائرة إير فورس 1 الخاصة بالرئيس الأمريكي. تقع محطة القطار في مطار ستانستد في مبنى الركاب أسفل الردهة الرئيسية مباشرةً، وتوفر رحلات إلى وسط مدينة لندن، وإلى شارع ليفربول عبر قطار ستانستد إكسبرس.

### مطار ساوثيند
وسّع مطار ساوثيند، الذي يقع في إسيكس-لندن، نطاق عمليات النقل الجوي التجاري إلى أيرلندا سنة 2011، وإلى البر الرئيسي لأوروبا سنة 2012، عندما بدأت شركة «إيزي جيت» عملياتها باستخدام محطة القطار الجديدة ومحطة السكك الحديدية. يُقال إن المرور من الطائرة إلى القطار مع أمتعة يدوية يستغرق 15 دقيقة. وكان هذا المطار ثالث أكثر المطارات ازدحامًا في المملكة المتحدة في الستينيات والسبعينيات، حتى تجاوزه مطار ستانستد. تخدم قطارات أبيليو أنغليا الكبرى محطة السكة الحديدية في المطار الجنوبي، التي تربط المطار بمحطة شارع ليفربول في لندن، بمعدل 8 مرات في الساعة، وتستغرق الرحلة إلى لندن ساعة واحدة.